# Фролов, Михаил Павлович
Михаи́л Па́влович Фроло́в (14 [27] сентября 1916, Поспелиха, Томская губерния — 9 ноября 1991, Ялта, Крымская АССР) — участник Великой Отечественной войны, Герой Советского Союза (1944), капитан. 

## Биография
Родился 14 (27) сентября 1916 года в крестьянской семье в селе Поспелиха Поспелихинской волости Змеиногорского уезда Томской губернии. Ныне село не существует, его территория входит в Поспелихинский Центральный сельсовет Поспелихинского района Алтайского края, административный центр сельсовета и района — село Поспелиха было образовано в 1916 году как посёлок при станции, расположенной в нескольких километрах от волостного села. По другим данным родился в Оренбургской области. Русский.
Юношеские годы прошли в Алма-Ате, где он учился и работал. В 1939 году окончил Барнаульский педагогический институт. Работал директором средней школы в селе Мормыши Мамонтовского района Алтайского края (ныне Романовский район), вел уроки истории.
В Рабоче-крестьянской Красной Армии с 1940 года, призван Алма-Атинским ГВК. Участник Великой Отечественной войны с июня 1941 года. 
Воевал на Западном фронте, летал на бомбардировщике ТБ-3. После ранения был отстранен от полетов, лечился.
В 1943 году окончил Сталинградское военное танковое училище. В должности командира взвода, а потом танковой роты сражался с немецкими захватчиками на Юго-Западном и Воронежском фронтах. В боях был тяжело ранен. С 1943 года член ВКП(б).
Войска Воронежского фронта после успешных оборонительных боёв на Курском выступе в начале августа 1943 года перешли в контрнаступление. Танкисты 389-го батальона 178-й танковой бригады 10-го танкового корпуса Воронежского фронта стремительно продвигались по территории Сумской области в направлении Краснополье — Ромны. Будучи командиром танкового взвода танков Т-34, проявил мужество и смелость в боях за населённые пункты Ганоновку и Братский.
9 августа после артиллерийской подготовки в районе села Братского батальон вражеской пехоты при поддержке танков предпринял контратаку. Местность была холмистой и плохо просматривалась. Тогда взобрался на одну из высот и оттуда определил направление движения вражеских машин. После этого он вывел свой взвод во фланг немецким танкам и внезапно открыл по ним огонь. От первого же залпа загорелись два «тигра» и самоходка. Решительные действия лейтенанта позволили танковой роте успешно отбить контратаку врага. Когда был ранен командир роты, принял командование на себя и довёл бой до победного конца.
С 7 июля по 16 августа 1943 года танкисты уничтожили десять вражеских танков, четыре орудия, восемь автомашин и более восьмидесяти немецких солдат и офицеров. На своем танке лично уничтожил четыре «тигра». 16 августа 1943 года лейтенант был тяжело ранен, долго лечился и лишь в конце войны смог возвратиться в строй.
Указом Президиума Верховного Совета СССР «О присвоении звания Героя Советского Союза генералам, офицерскому, сержантскому и рядовому составу Красной Армии» от 10 января 1944 года за «образцовое выполнение боевых заданий командования на фронте борьбы с немецко-фашистскими захватчиками и проявленные при этом отвагу и геройство» был удостоен звания Героя Советского Союза с вручением ордена Ленина и медали «Золотая Звезда».
В сентябре 1944 года герой войны был зачислен директором винсовхоза им. Куйбышева, ныне «Ливадия», где проработал до января 1951 года.
С 1946 года вышел в отставку в звании капитана.
С 1951 по 1954 год работал директором «Крымцентропитомника», а потом управляющим треста зеленого строительства Южного берега Крыма. По другим данным работал управляющим треста столовых.
Умер 9 ноября 1991 года в городе Ялте Крымской АССР. Похоронен на Новом кладбище Ялты.

## Награды
- Герой Советского Союза, 10 января 1944 года[5][6]
  - Медаль «Золотая Звезда» № 3971
  - Орден Ленина
- Орден Отечественной войны I степени, дважды: 31 июля 1943 года[7], 6 апреля 1985 года[8]
- медали.